# Ėduard Suchanov
Ėduard Aleksandrovič Suchanov (in russo Эдуа́рд Алекса́ндрович Суха́нов?; Iževsk, 22 aprile 1991) è un calciatore russo, centrocampista del Leningradec.

## Carriera
In carriera ha giocato 9 partite di qualificazione per l'Europa League.

## Palmarès

### Club

#### Competizioni nazionali
- Campionato lettone: 2

Ventspils: 2011, 2013
- Coppa di Lettonia: 2

Ventspils: 2010-2011, 2012-2013